# Proasellus parvulus
Proasellus parvulus is een pissebed uit de familie Asellidae. De wetenschappelijke naam van de soort is voor het eerst geldig gepubliceerd in 1960 door Sket.